# Dell'Insurrezione di Milano nel 1848 e della successiva guerra
Dell'insurrezione di Milano nel 1848 e della successiva guerra è un testo del Risorgimento scritto da Carlo Cattaneo in esilio.
In esso si trova la cronaca degli eventi delle cinque giornate di Milano, degli eventi antecedenti e di quelli conseguenti ad esse, insieme con considerazioni, critiche, punti di vista del Cattaneo a capo del Consiglio di guerra. 
Netta è la critica nei confronti della gestione delle operazioni da parte di Carlo Alberto di Savoia. Le analisi del Cattaneo sottolineano errori militari e sotterfugi politici della casa piemontese, e rendono l'opera preziosa in quanto distante dalla storiografia ufficiale.
Il libro è stato pubblicato anche con il titolo L'insurrezione di Milano nel 1848 nella collana Universale Economica da Feltrinelli, nel 1951.